# Credibil

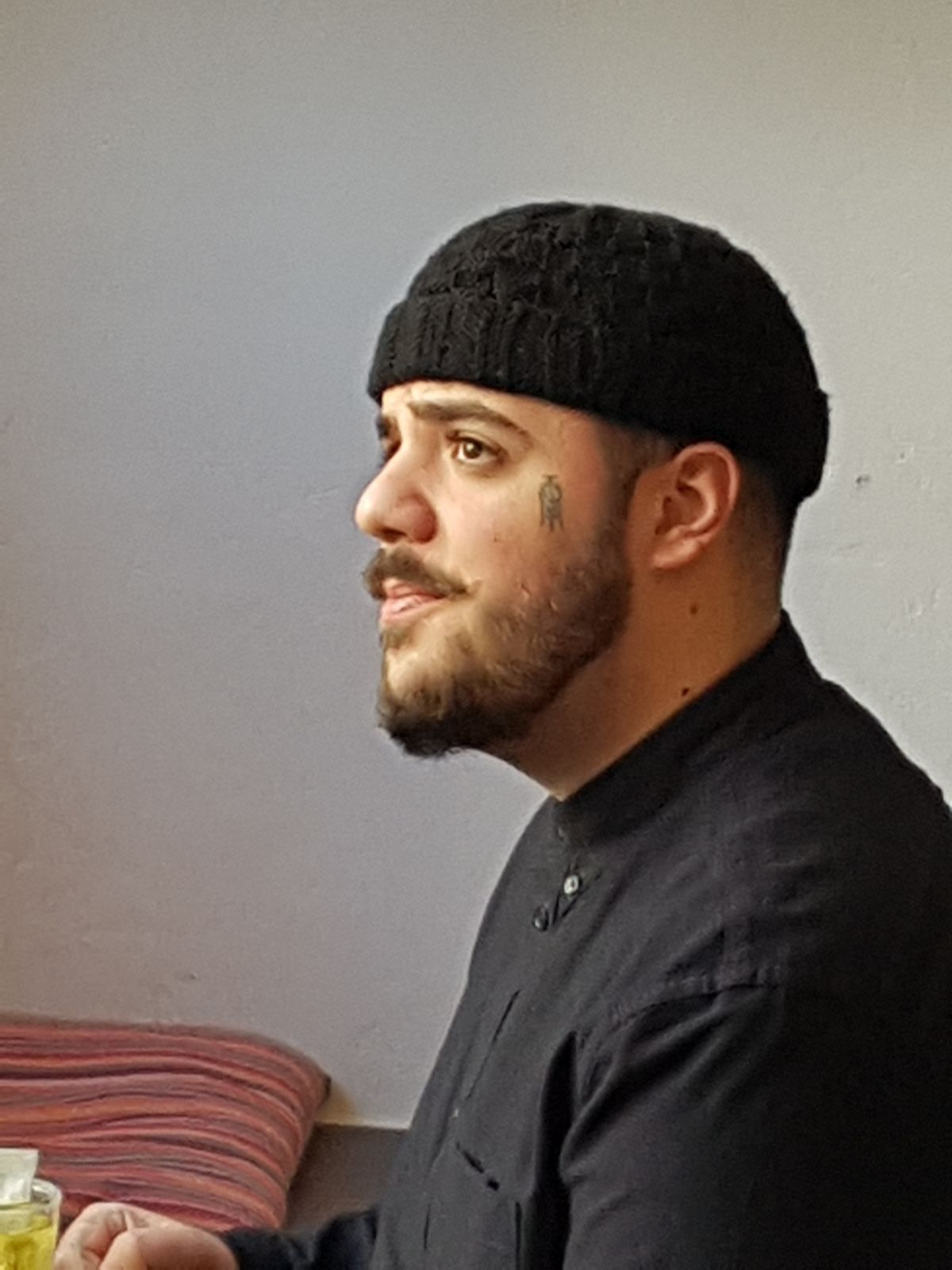
Credibil (2017)

Credibil (* 5. März 1994 in Marburg; bürgerlich Erol Peker) ist ein deutscher Rapper kurdischer und türkischer Abstammung aus Frankfurt am Main. Er veröffentlicht über sein eigenes Independent-Label Traumfænger.

## Leben und Karriere
Credibil wurde in Marburg geboren. Im Alter von neun Jahren kam er zum ersten Mal bewusst mit Rapmusik in Kontakt. Später trennten sich seine Eltern. Im Alter von 14 Jahren zog er nach Frankfurt am Main, wo seine Mutter einen neuen Freund kennenlernte, der öfters in das Visier der Polizei geriet. Credibils Stiefvater wurde unter anderem zweimal auf der Straße angeschossen.
2013 veröffentlichte er kostenlos sein Deutsches Demotape. Es folgten 2014 und 2015 Live-Auftritte beim Splash! Festival. In Zusammenarbeit mit den Musikproduzenten The Cratez wurde die EP Molokopf und das Album Renæssance releast. Das Album Renæssance erreichte Position 29 in den deutschen Albumcharts.
Insbesondere die Themen, die Credibil anspricht, sind für Rapper in seinem Alter eher ungewöhnlich. Oft nachdenkliche, sehr schwere und stets selbstreflektierende Texte ziehen sich durch Credibils Lieder. Die Verbundenheit zu seiner Heimatstadt Frankfurt am Main ist ebenfalls ein immer wiederkehrendes Motiv. So z. B. in den Liedern: So schön hässlich oder auch Druckluft. Andere Rapper, wie Celo & Abdi, Azad oder auch Moses Pelham, werden sehr oft mit dem ähnlichen Rapstil von Credibil verglichen.
Credibils Debütalbum Renæssance war „Das Rapalbum des Jahres 2015“ auf iTunes. Neben den Liveauftritten auf den „Splash! Festivals“ 2015 und 2016 folgte zudem seine erste Solotour namens: „Die Ærste Tour“ im Mai 2016, in deren Rahmen er in sechs deutschen Städten spielte.
Credibil lebt in Frankfurt am Main. Seine Jugendzeit im Frankfurter Bahnhofsviertel hatte sowohl für ihn persönlich als auch für die Figur Credibil prägenden Einfluss. Die Kriminalität und das „harte“ Umfeld, in dem er aufwuchs, kommen in seinen Stücken immer wieder zur Sprache.
Ende 2018 erschien sein zweites Soloalbum Semikolon.

## Diskografie

### Studioalben
| Jahr | Titel               | Höchstplatzierung, Gesamtwochen, AuszeichnungChartsChartplatzierungen (Jahr, Titel, Platzierungen, Wochen, Auszeichnungen, Anmerkungen) | Anmerkungen                             |
| Jahr | Titel               | DE | Anmerkungen                             |
| ---- | ------------------- | --- | --------------------------------------- |
| 2015 | RENÆSSANCE          | DE29 (1 Wo.)DE | Erstveröffentlichung: 23. Oktober 2015  |
| 2018 | Semikolon           | — | Erstveröffentlichung: 14. Dezember 2018 |
| 2023 | (Mit) mir zur Liebæ | — | Erstveröffentlichung: 27. April 2023    |

### Mixtapes
- 2020: 24/7
- 2020: Carantæne

### EPs
- 2012: Ehrlich gesagt
- 2015: Molokopf
- 2020: Söz (auf Türkisch)

### Singles
| Jahr | Titel Album     | Höchstplatzierung, Gesamtwochen, AuszeichnungChartsChartplatzierungen (Jahr, Titel, Album, Platzierungen, Wochen, Auszeichnungen, Anmerkungen) | Anmerkungen |
| Jahr | Titel Album     | DE | Anmerkungen |
| ---- | --------------- | --- | --- |
| 2020 | Bist du wach? – | DE31 (1 Wo.)DE | Erstveröffentlichung: 3. April 2020 Azzi Memo feat. Nate57, Veysel, Sinan-G, Kool Savas, NKSN, Rola, Disarstar, Maestro, Hanybal, Celo & Abdi, Manuellsen, Silla, Credibil, Ali471, Milonair, Mortel & KEZ |

Weitere Singles (Auswahl)
- 2015: Schlaflos
- 2015: Halb voll halb leer
- 2015: Feuer Funke
- 2015: Augenblick
- 2016: Vom Ærsten Tag
- 2018: Wenn Du willst
- 2018: Vallah
- 2018: Was du nicht siehst (mit MoTrip)
- 2018: Engin
- 2019: Hiob

### Gastbeiträge
- 2014: Auf Tournee (mit Said und Joshimizu auf Hoodrich)
- 2014: Next Level (mit Celo & Abdi und Olexesh auf Akupunktur)
- 2015: Geboren und gestorben hier (mit Manuellsen auf Killemall)
- 2016: Meine Clique (mit Vega auf Dreggisch und roh)
- 2017: Wir Zwei (mit Disarstar auf Minus X Minus = Plus)
- 2018: Deshalb liebe ich dich (mit Vega und Moses Pelham)
- 2018: Nur dass du weißt (mit Ahzumjot auf Raum)